# Ljubljana Polje
Ljubljana Polje – przystanek kolejowy w Lublanie, w dzielnicy Polje, w Słowenii.
Przystanek jest zarządzany przez SŽ-Infrastruktura. Oprócz pasażerskiego przystanku kolejowego, jest to również ważna stacja towarowa.

## Linie kolejowe
- Dobova – Lublana